# A Woman Named Jackie
A Woman Named Jackie (conocida también como Una mujer llamada Jackie ) es una miniserie crónica para la televisión sobre la vida de Jacqueline Kennedy Onassis. 
La miniserie fue dividida en tres partes: 
- A Woman Named Jackie, Part 1: The Bouvier Years
- A Woman Named Jackie, Part 2: The Kennedy Years
- A Woman Named Jackie, Part 3: The Onassis Year

## Reparto
| Actor           | Personaje                   |
| --------------- | --------------------------- |
| Roma Downey     | Jacqueline Kennedy Onassis  |
| Stephen Collins | John Fitzgerald Kennedy     |
| William Devane  | John Vernou Bouvier III     |
| Joss Ackland    | Aristóteles Onassis         |
| Wendy Hughes    | Janet Lee Bouvier           |
| Ashley Crow     | Lee Bouvier Radziwill       |
| Andrew Buckley  | John Fitzgerald Kennedy Jr. |
| Nadia Dajani    | Christina Onassis           |